# Cho Se-kwon
Cho Se-kwon (26 de junho de 1978) é um ex-futebolista profissional sul-coreano que atuava como defensor.

## Carreira
Cho Se-kwon representou a Seleção Sul-Coreana de Futebol nas Olimpíadas de 2000.